# Kwintus ze Smyrny

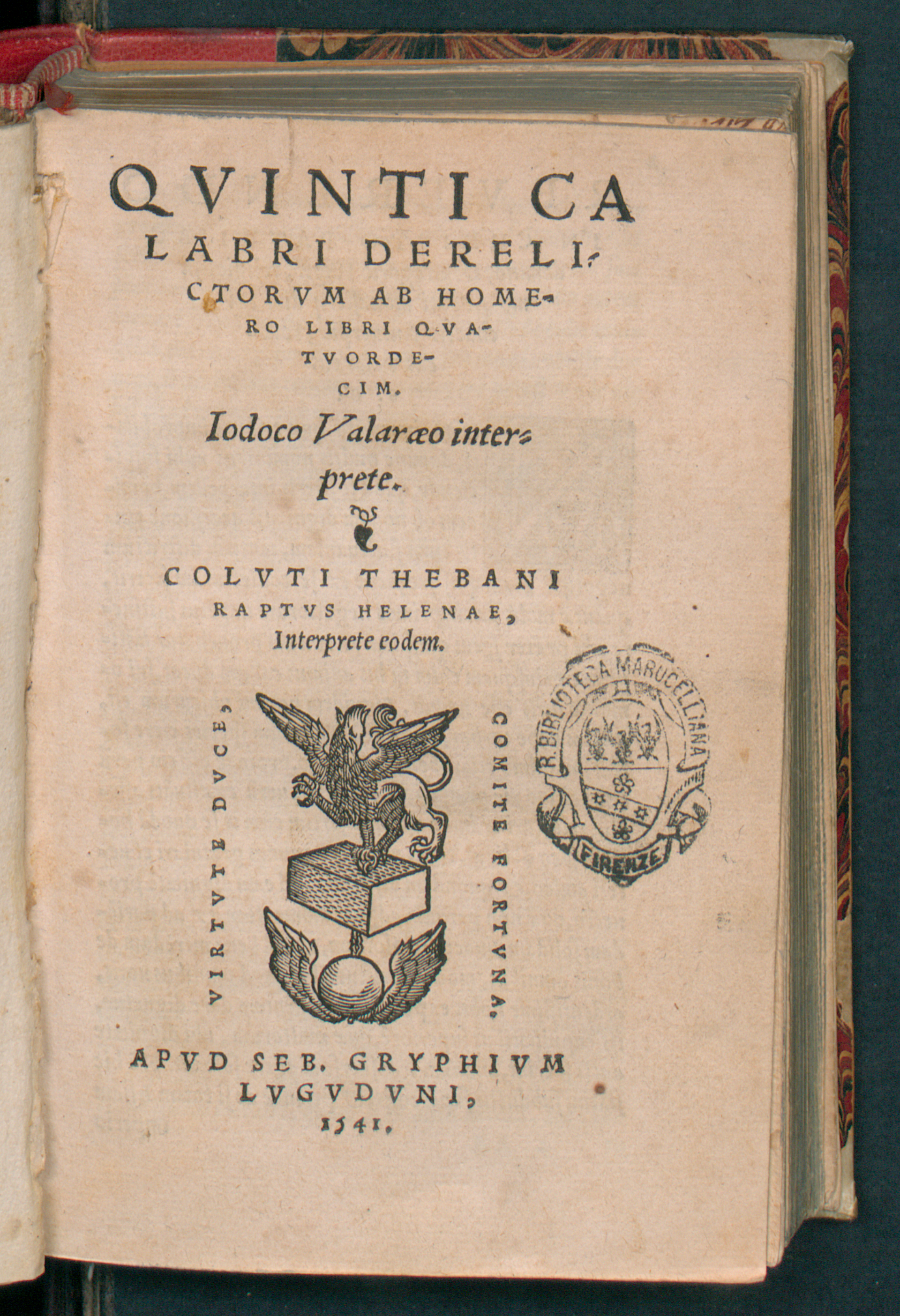
Posthomerica, 1541

Kwintus ze Smyrny – grecki poeta z drugiej połowy III wieku. Autor zachowanego w całości poematu epickiego w 14 księgach Τὰ μεθ’ Ὅμηρον, znanego również pod łacińskim tytułem Posthomerica.
Dzieło w zamierzeniu miało uzupełniać lukę narracyjną między Iliadą a Odyseją i opisuje historię wojny trojańskiej od śmierci Hektora do upadku Ilionu i powrotu wodzów achajskich do domu. Autor wzorował się na stylu Homera, nie udało mu się jednak zachować jedności akcji i głębi psychologicznej postaci. Posthomerica nie posiada inwokacji i podejmuje narrację od momentu, w którym kończy się Iliada. Księgi I-V opisują przybycie pod Troję Amazonek pod wodzą Pentezylei i jej śmierć z rąk Achillesa. Księgi VI-VIII zawierają opis różnych wydarzeń od sporu o zbroję po Achillesie i samobójstwa Ajasa po przybycie Neoptolemosa, kradzież palladionu przez Odyseusza i wprowadzenie do Troi konia. W księgach IX-X zawarta jest historia sprowadzenia Filokteta i zabicia przez niego Parysa. Końcowe księgi XI-XIV opisują upadek i złupienie miasta oraz katastrofy statków herosów wracających do domu.